# Chó sục Pit Bull Mỹ
Chó Bull hay còn gọi với tên tiếng Anh là American Pit Bull Terrier hay Pit Bull hoặc Dog Pit Bull Terrier American  là một giống chó có nguồn gốc từ Mỹ. Đây là một giống chó có kích cỡ trung bình đến lớn có nguồn gốc từ dòng chó chọi. Chúng cũng là một trong những giống chó khá phổ biến trên thế giới trong thời gian gần đây.Tuy nhiên,ở một số nước cấm nuôi giống chó này vì lý do an toàn giữa người và chó

## Lịch sử
Vào thế kỷ 19 tại vùng Staffordshire của Anh việc lai tạo giống chó bò (Bull dog) với nhiều loại chó sục (terrier) đã tạo nên giống chó lực lưỡng, tích cực và đầy tính chiến đấu là Bull and Terrier. Được du nhập vào Mỹ, giống chó này được các nhà chọn giống đánh giá cao và quyết định chọn lọc theo hướng tăng là một con chó chiến đấu. Hiện nay chúng được công nhận như một giống chó riêng biệt, có kích thước to và lớn hơn so với họ hàng của nó ở Anh Chó sục bò Staffordshire. Giống chó này được UKC công nhận năm 1898, và bởi ADBA vào năm 1909.
Năm 1936 một số người đam mê đã đưa một nhóm nhỏ chó đến AKC và ở đó họ hình thành một giống mới ngoài American Staffordshire Terrier.

## Đặc điểm

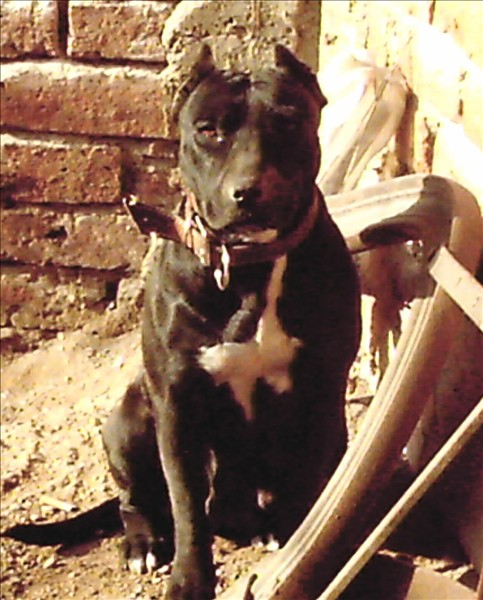
American Pit Bull Terrier mũi đen

Chiều cao, cân nặng của chúng thuộc loại trung bình, chúng cao từ 18–21 inches (46–53 cm). Chó cái cao 17–20 inches (43–51 cm). Cân nặng từ 30–60 pounds (14–27 kg). Chúng là giống chó có cơ bắp rất phát triển, chắc lẳn, nhanh nhẹn và đặc biệt mạnh mẽ so với vóc dáng của chúng. Chúng có đầu to, khoẻ mạnh, mõm ngắn và hàm khoẻ cứng như thép. Tai thường bị kiền lại từ nhỏ. Mắt tròn, đen. Răng khoẻ và sắc xếp thành hình răng cưa. Đuôi thon nhọn về chóp.
Tai dựng đứng. Lông ngắn, dày và bóng mượt, lông có nhiều màu khác nhau, nhưng phần lông màu trắng không được chiếm hơn 80%. Có mức độ rụng lông vừa phải. Bộ lông ngắn mượt rất dễ chăm sóc. Chải lông bằng bàn chải chuyên dụng và chỉ tắm khi cần thiết. Các bệnh có thể gặp của chúng tương đối ít, nói chung là khoẻ mạnh, có thể gặp một số bệnh liên quan đến di truyền. Giống chó này có sức đề kháng rất cao. Tuổi thọ của chúng khoảng 10–12 năm.

## Tập tính

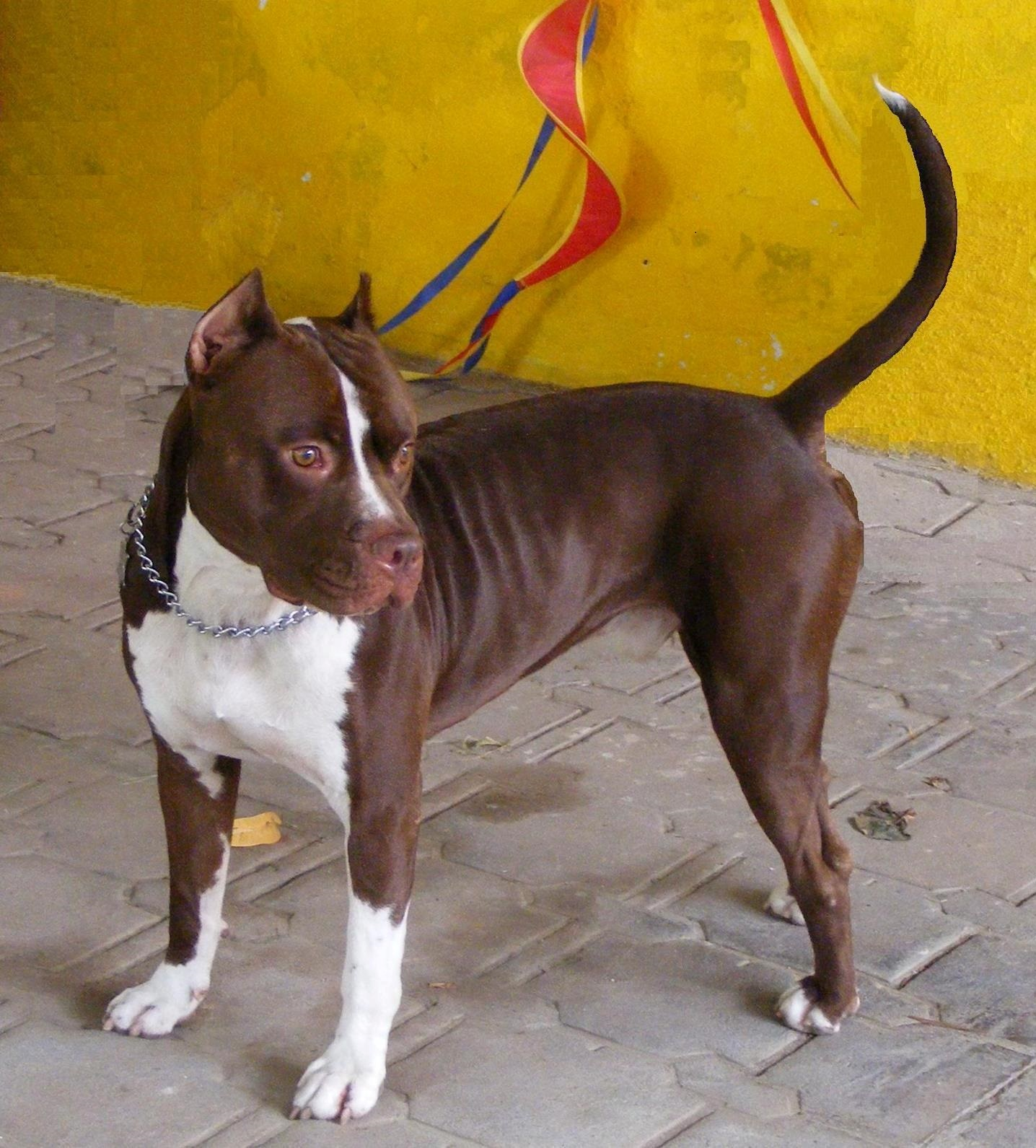
American Pit Bull Terrier mũi đỏ

Chó sục Pit Bull Mỹ là giống chó vui vẻ, hoà đồng, kiên định và đáng tin cậy, thông minh và yêu quí loài người. Đây là giống chó đặc biệt trung thành và yêu quí gia chủ, yêu trẻ. Chúng luôn tìm cách để làm vừa lòng chủ nhân. Đây là thành quả của hơn 50 năm lai tạo giống, đã tạo ra giống chó thân thiện, tin cậy và đặc biệt yêu quí trẻ này. Chúng cũng là người sẵn sàng can đảm chiến đấu để bảo vệ chủ và tài sản được giao phó cho đến cùng bởi tính gan lỳ của chúng.
Nếu không được dạy dỗ chu đáo, chúng có thể trở nên rất hung dữ. Tương đối ương bướng, vì vậy cần có một chủ nhân mạnh mẽ và biết cách huấn luyện chúng một cách bài bản. American Staffordshire Terrier khá tích cực và có thể thích hợp với điều kiện sống kiểu căn hộ nếu có không gian dành cho chúng hoạt động. Loài chó này thích hợp với thời tiết ấm áp.Hoạt động:Cần có các hoạt động tích cực và đều đặn. Nên đeo rọ mõm và dắt chúng bằng xích khi đi dạo phố để tránh xung đột với các con chó khác vì chúng khá kích động.